# 14310 Шаттлворт
14310 Шаттлворт (14310 Shuttleworth) — астероїд головного поясу, відкритий 7 серпня 1966 року.
Тіссеранів параметр щодо Юпітера — 3,343.